# Laurent Rondé
Pour les articles homonymes, voir Ronde.

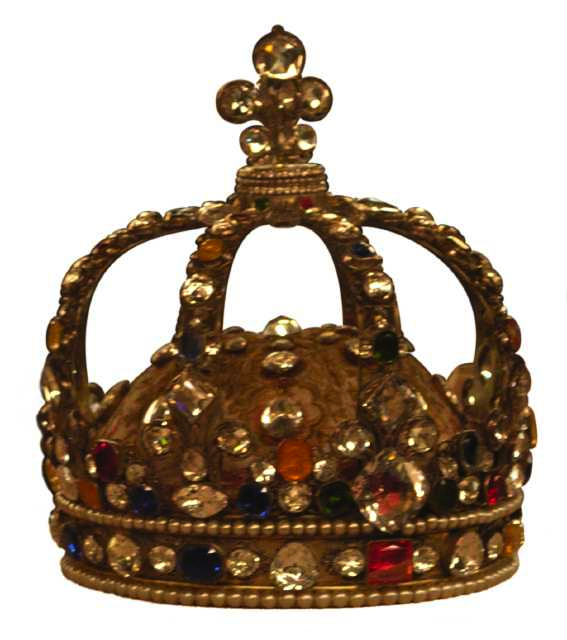
Couronne Louis XV.

Laurent Rondé, né à Paris le 24 juillet 1666 et mort le 22 mars 1734, écuyer, était le joaillier et bijoutier officiel de la Couronne de France au début du XVIIIe siècle. Son œuvre la plus connue est la couronne de Louis XV, qu'il a dessiné et confectionné et qui fut utilisée lors du couronnement du roi en 1722 à Reims.

## Biographie
Il est issu d'une famille originaire de La Fère, en Picardie, mais est né à Paris, fils de Claude Rondé, orfèvre et de Marguerite Loge. Il succède comme garde des pierreries de la Couronne à un cousin, M. de Montarcy. Son logement et atelier sont dans un premier temps quai des Orfèvres, puis aux galeries du Louvre. Son poinçon est LR et une étoile.
Pour ses réalisations, il est chargé d'aller en Angleterre y acquérir un gros diamant de 200 000 livres. Il dessine et monte, aidé de son fils Claude et d'Augustin Duflos, la couronne de Louis XV, utilisée lors du couronnement du roi en 1722 à Reims,.
Il a un fils, Claude, et un petit-fils, Laurent né en janvier 1721, qui lui succède en 1734.